# Bom Princípio do Piauí
Bom Princípio do Piauí is een gemeente in de Braziliaanse deelstaat Piauí. De gemeente telt 5.506 inwoners (schatting 2009).
De gemeente grenst aan Parnaíba, Luís Correia, Cocal en Buriti.